# Leichtathletik-Weltmeisterschaften 2013/Teilnehmer (Guatemala)
| Gelbes Symbol für Goldmedaillen mit stilisierten Olympischen Ringen | Graues Symbol für Silbermedaillen mit stilisierten Olympischen Ringen | Braundes Symbol für Bronzemedaillen mit stilisierten Olympischen Ringen |
| ------------------------------------------------------------------- | --------------------------------------------------------------------- | ----------------------------------------------------------------------- |
| —                                                                   | —                                                                     | —                                                                       |

Der Leichtathletik-Verband Guatemalas stellte sechs Teilnehmer bei den Leichtathletik-Weltmeisterschaften 2013 in der russischen Hauptstadt Moskau.

## Ergebnisse

### Männer

#### Laufdisziplinen
| Athlet         | Disziplin   | Vorlauf | Vorlauf | Halbfinale | Halbfinale | Finale       | Finale |
| Athlet         | Disziplin   | Zeit    | Platz   | Zeit       | Platz      | Zeit         | Platz  |
| -------------- | ----------- | ------- | ------- | ---------- | ---------- | ------------ | ------ |
| Jeremias Saloj | Marathon    |         |         |            |            | 2:20:40 h SB | 33     |
| Erick Barrondo | 20 km Gehen |         |         |            |            | DSQ          | DSQ    |
| Anibal Paau    | 20 km Gehen |         |         |            |            | 1:30:54 h    | 47     |
| Jaime Quiyuch  | 20 km Gehen |         |         |            |            | 1:23:24 h    | 13     |

### Frauen

#### Laufdisziplinen
| Athletin      | Disziplin   | Vorlauf | Vorlauf | Halbfinale | Halbfinale | Finale       | Finale |
| Athletin      | Disziplin   | Zeit    | Platz   | Zeit       | Platz      | Zeit         | Platz  |
| ------------- | ----------- | ------- | ------- | ---------- | ---------- | ------------ | ------ |
| Mirna Ortiz   | 20 km Gehen |         |         |            |            | DSQ          | DSQ    |
| Mayra Herrera | 20 km Gehen |         |         |            |            | 1:30:59 h PB | 14     |